# 曼希薩區
25°24′22″S 32°48′25″E / 25.406°S 32.807°E

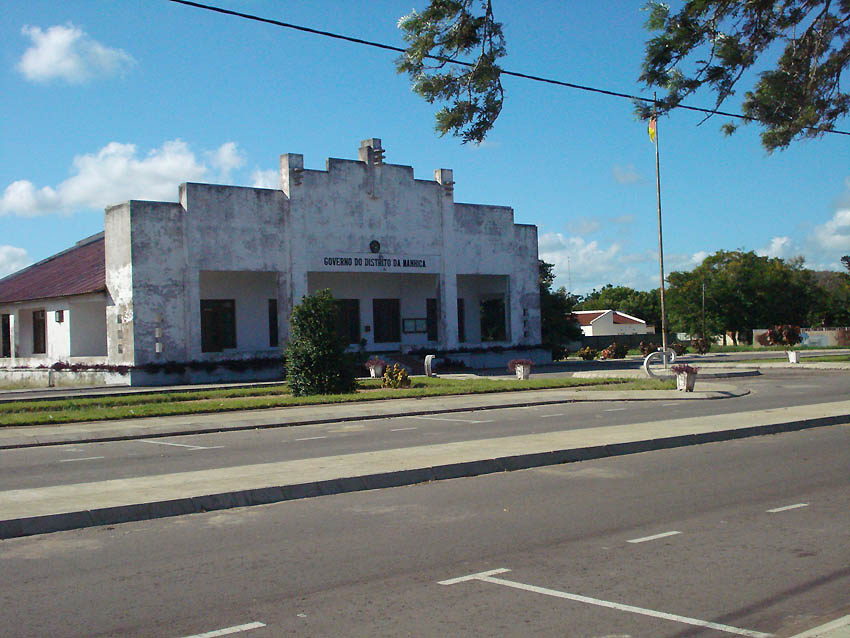

曼希薩區（葡萄牙語：Manhiça），是莫桑比克的行政區，位於該國南部，由馬普托省負責管轄，首府設於曼希薩，面積2,373平方公里，2007年人口159,812，人口密度每平方公里67人。